# Powiat owrucki (województwo kijowskie)

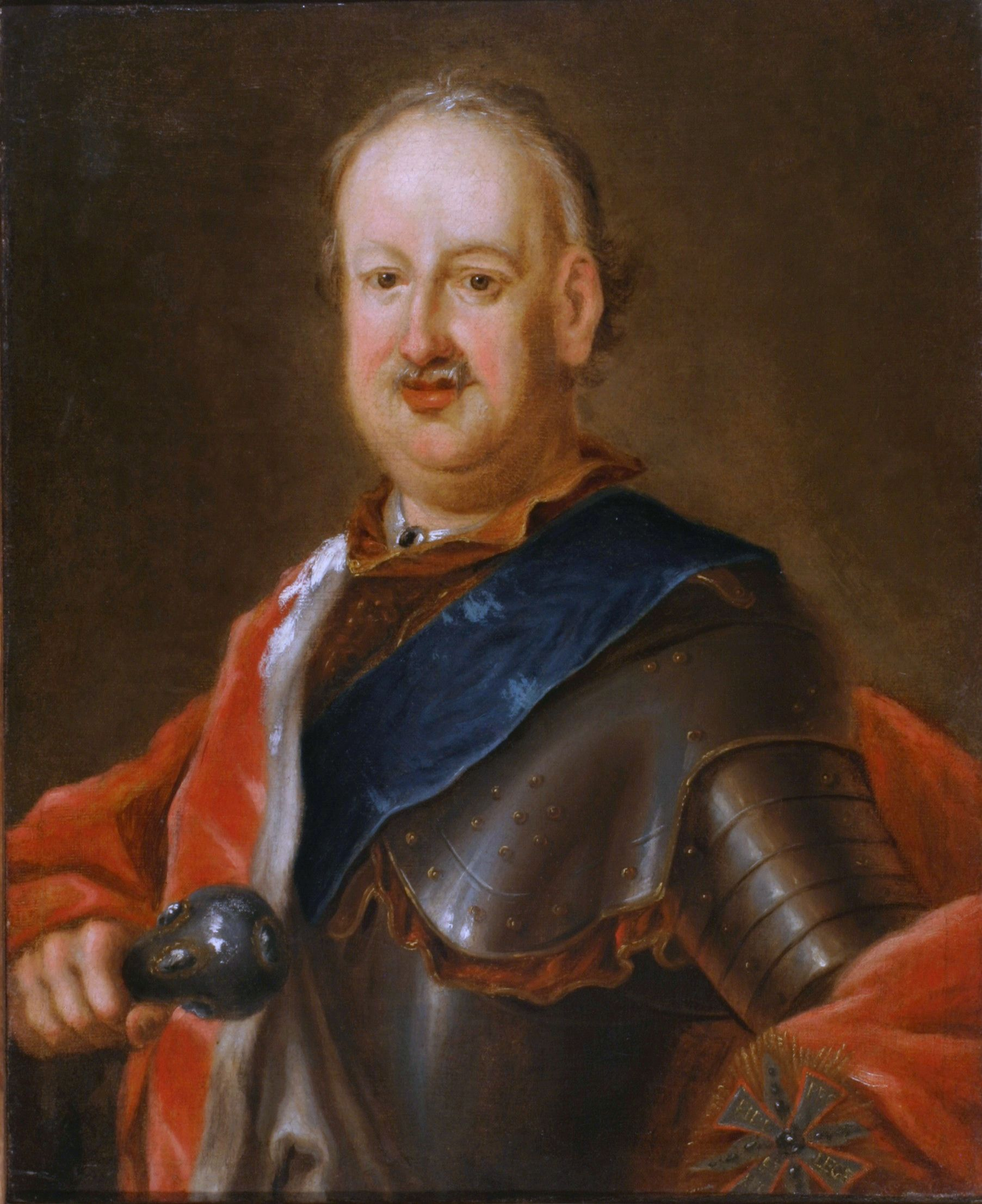
Michał Kazimierz Radziwiłł Rybeńko, jeden ze starostów owruckich

Powiat owrucki – dawny powiat województwa kijowskiego. 
W latach 1471 do 1569, w składzie województwa kijowskiego Wielkiego Księstwa Litewskiego. Od roku 1569 do 1793 miasto powiatowe, w województwie kijowskim, w składzie prowincji małopolskiej. Powiat był podstawową jednostką administracyjną, sądową (dla sądów pierwszej instancji), wojskową, fiskalną i polityczną. W mieście stołecznym odbywały się sejmiki od roku 1659, gdzie obierano posłów na Sejm. Powiat liczył 15 urzędników. Siedzibą było miasto Owrucz. Powiat położony był na części rozległego Polesia, w dorzeczu rzeki Uż.

Trudno jest w krótkim rysie, opisać dokładnie powiat Owrócki; dał go nam już cokolwiek poznać Czajkowski. Owrucki powiat pełen był szlachty, zdawać się mogło, że tam było gniazdo szlachty, że w Owruczu się wylęga i na całą Rzplitę się rozlała. Wielka część południowéj Ukrainy, dawny powiat Kijowski, zaludnionym został szlachtą Owrucką. Palestra w Żytomiérzu napełnioną była Owruczanami. W starostwach żołnierzom zasłużonym po wojnie nadawano dziedziczne ziemie i utworzyło się wiele dziedzicznych ziem szlacheckich, przez zasługę krwi nabytych, z łaski królewskiéj udzielonych. (…) W Owruckiém były gminy szlachty dziedzicznej, a w innych stronach czynszowej. Każdy ze szlachty miał szczupły zagonek, chodził w świcie, pasł trzodę, służył za parobka niczém się od ludu wiejskiego nie różnił w ubiorze, w rodzaju życia i pracy, tylko duchem i wiarą był inny.
(…)
Wschodni obrządek był ściśle złączony z Kościołem katolickim; Unia Św. była tu najsilniejszą, nikt z ludu nie popierał rokoszu Chmielnickiego, który się tu nie rozwinął, jak falą się odbił od skały. W Owruckim powiecie było bardzo wiele Unickich cerkiewek, poparte szczerością Owruczanów miłością i poświęceniem się; syzmy 1795, którą Podole, Wołyń i wielką część województwa Kijowskiego zagarnęła – nie przyjęły. W tym okrutnym napadzie i gwałtowném wytępieniu ani jednéj cerkiewki nie utracili Owruczanie. Po tém prześladowaniu zapał religijny się rozwinął. Żarliwość katolicka wszystkich Unitów w Owróckiem ogarnęła, szlachta bogatsza, gminna i lud tworzyli braterską rodzinę w Kościele Św. zjednoczoną.

## Główne miasta
Owrucz, Korosteń, Ksawerów, Bazar, Kalinówka, Czarnobyl nad Uszą i Prypecią (hrabstwo na Szkłowie i Myszy), Olewsk; parafie rzymskokatolickie Owrucz, Chabne, Czarnobyl, Wielodniki, Uszomirska.

## Starostowie
- Michał Myszka Warkowski
- Michał Wiśniowiecki
- Michał Kazimierz Radziwiłł Rybeńko